# ساری جعفرلی
ساری جعفرلی (به (به لاتین: Sarıcəfərli) یک منطقه مسکونی در جمهوری آذربایجان است که در شهرستان ماسال‌لی واقع شده است. ساری جعفرلی ۴۸۱ نفر جمعیت دارد.